# Club Baloncesto Sevilla 1989-1990
Questa voce raccoglie le informazioni riguardanti il Club Baloncesto Sevilla nelle competizioni ufficiali della stagione 1989-1990.

## Stagione
La stagione 1989-1990 del Club Baloncesto Sevilla è la 1ª nel massimo campionato spagnolo di pallacanestro, la Liga ACB.
Il Club Baloncesto Sevilla partecipò alla Liga ACB 1989-1990 arrivando all'11º posto nella classifica finale del gruppo A2. Nella seconda fase arrivò al terzo posto del gruppo II, accedendo agli spareggi, dove conquistò l'accesso all'A1 nella stagione successiva.

## Roster
Aggiornato al 30 luglio 2021.
| Caja San Fernando 1989-90 | Caja San Fernando 1989-90 |
| Giocatori                 | Staff tecnico             |
| ------------------------- | ------------------------- |

| N. | Naz.                                   | Ruolo | Nome                   | Anno | Alt.   | Peso   |  |
| -- | -------------------------------------- | ----- | ---------------------- | ---- | ------ | ------ |  |
| 4  | Spagna (bandiera)                      | G     | Carlos Herreras        | 1960 | 193 cm |        |  |
| 5  | Stati Uniti (bandiera)                 | AG    | Dan Bingenheimer       | 1963 | 205 cm |        |  |
| 6  | Uruguay (bandiera) · Spagna (bandiera) | C     | Leonardo Gabriel López | 1967 | 204 cm |        |  |
| 7  | Spagna (bandiera)                      | AP    | Javier García (C)      | 1958 | 186 cm |        |  |
| 9  | Spagna (bandiera)                      | C     | Juan Francisco Garrido | 1961 | 201 cm |        |  |
| 10 | Spagna (bandiera)                      | AG    | Jesús Llano            | 1961 | 199 cm |        |  |
| 11 | Spagna (bandiera)                      | P     | Chinche Lafuente       | 1961 | 186 cm |        |  |
| 12 | Spagna (bandiera)                      | P     | Manuel Ángel Rodríguez | 1961 | 183 cm |        |  |
| 13 | Uruguay (bandiera) · Spagna (bandiera) | AG    | Enrique Jorge López    | 1970 | 205 cm |        |  |
| 14 | Spagna (bandiera)                      | G     | Juan José Morcillo     | 1970 | 191 cm |        |  |
| 14 | Spagna (bandiera)                      | A     | Raúl Pérez             | 1968 | 198 cm |        |  |
| 15 | Stati Uniti (bandiera)                 | C     | John Stroeder          | 1958 | 208 cm | 118 kg |  |
| 15 | Stati Uniti (bandiera)                 | AC    | Pat Durham             | 1967 | 202 cm | 95 kg  |  |
| 15 | Stati Uniti (bandiera)                 | C     | Darrell Lockhart       | 1960 | 207 cm | 111 kg |  |
| -  | Spagna (bandiera)                      | GA    | Benito Doblado         | 1971 | 195 cm |        |  |
| -  | Spagna (bandiera)                      | AG    | Manuel Palomo          | 1971 | 200 cm |        |  |

| Allenatore                                                                 |
| - José Pesquera                                                            |
| Assistente/i                                                               |
| - José Manuel Carrión Legenda - (C) Capitano - (IN) Inattivo - Infortunato |

## Mercato

### Sessione estiva
| Acquisti | Acquisti         | Acquisti          | Acquisti   | Acquisti |
| R.a      | Nome             | da                | Modalità   |          |
| -------- | ---------------- | ----------------- | ---------- | -------- |
| G        | Carlos Herreras  |                   | definitivo |          |
| P        | Chinche Lafuente | Caja Bilbao       | definitivo |          |
| AG       | Dan Bingenheimer | Canarias Tenerife | definitivo |          |
| C        | John Stroeder    | G.S. Warriors     | definitivo |          |

| Cessioni | Cessioni            | Cessioni    | Cessioni       | Cessioni |
| R.       | Nome                | a           | Modalità       |          |
| -------- | ------------------- | ----------- | -------------- | -------- |
| P        | Aitor Zárate        | Caja Bilbao | fine contratto |          |
| P        | Fernando Román      |             | fine contratto |          |
| AP       | Francisco Gallardo  |             | fine contratto |          |
| C        | Abdul Jeelani       |             | ritirato       |          |
| AC       | Miguel Ángel Morate | Cartagena   | fine contratto |          |

### Dopo l'inizio della stagione
| Acquisti | Acquisti         | Acquisti        | Acquisti         | Acquisti   |
| R.       | Nome             | da              | Data             | Modalità   |
| -------- | ---------------- | --------------- | ---------------- | ---------- |
| AC       | Pat Durham       | Milwaukee Bucks | 23 ottobre 1989  | definitivo |
| C        | Darrell Lockhart | Free agent      | 26 novembre 1989 | definitivo |
| A        | Raúl Pérez       | Coria           | maggio 1990      | definitivo |

| Cessioni | Cessioni      | Cessioni             | Cessioni         | Cessioni       |
| R.       | Nome          | a                    | Data             | Modalità       |
| -------- | ------------- | -------------------- | ---------------- | -------------- |
| C        | John Stroeder | Albany Patroons      | 24 ottobre 1989  | fine contratto |
| AC       | Pat Durham    | Rapid City Thrillers | 28 novembre 1989 | rescissione    |